# Battaglia di Babylon Hill
La battaglia di Babylon Hill fu uno scontro che si svolse il 7 settembre 1642 presso Babylon Hill, località nei pressi di Yeovil, in Inghilterra. Essa fu parte della prima guerra civile inglese, contrapponendo Realisti e Parlamentaristi.
Dopo che le forze dei Parlamentaristi si furono ritirate a Yeovil, un gruppo di circa 350 uomini in arme realisti si portò al loro inseguimento. Al comando di Sir Ralph Hopton, i Realisti si stabilirono presso Babylon Hill, nella periferia di Yeovil.
Un'ora e mezza prima del sorgere del sole, i Realisti decisero di ritirarsi e iniziarono a marciare con la loro fanteria giù per la collina. Facendo ciò, individuarono il gruppo dei soldati Parlamentaristi che si avvicinavano e Hopton immediatamente diede l'ordine alla fanteria di ritornare in posizione e di prepararsi all'attacco. La battaglia divenne uno scontro caotico, in gran parte per l'inesperienza delle reclute impiegate nello scontro. Le forze parlamentariste, in numero anch'esse di 350 circa, gestirono tre attacchi di cavalleria che i Realisti respinsero. Nella confusione e col favore della notte, i Realisti poterono così ritirarsi al sicuro.
Nessuna delle due parti subì perdite significative. I Parlamentaristi a loro volta si ritirarono da Yeovil a Dorchester a sud dove, due settimane dopo, i Realisti abbandonarono del tutto l'area

## Antefatto
Tensioni tra il parlamento inglese e re Carlo I avevano ormai raggiunto il culmine nel 1642 dopo che il sovrano aveva tentato di far arrestare cinque membri del parlamento che si opponevano alla sua politica. Il re nominò il marchese di Herford quale comandante delle sue forze nel West Country, supportato in questo da Sir Ralph Hopton, locale deputato al parlamento e ufficiale d'esercito d'esperienza. La contea del Somerset erageneralmente più propensa a sostenere il parlamento anziché il re, e dopo che i Realisti si furono stabiliti col loro quartier generale a Wells si trovarono costantemente sotto minaccia. Vinsero uno scontro minore a Marshall's Elm, dove la loro cavalleria e la loro leadership riuscì a battere preponderanti forze parlamentari impiegate, ma vennero costretti a lasciare Wells il 6 agosto quando la popolazione locale insorse contro di loro, armati spesso solo di forconi. Hertford si ritirò a Sherborne nel Dorset, dove si stabilì con la sua guarnigione nel castello locale, con soli 1500 uomini. Il Dorset era ripartito in quanto ad appoggi: gran parte delle città maggiori era favorevole al parlamento, ma le aree rurali ed il nord ella contea era più favorevole a dare il proprio appoggio ai realisti.

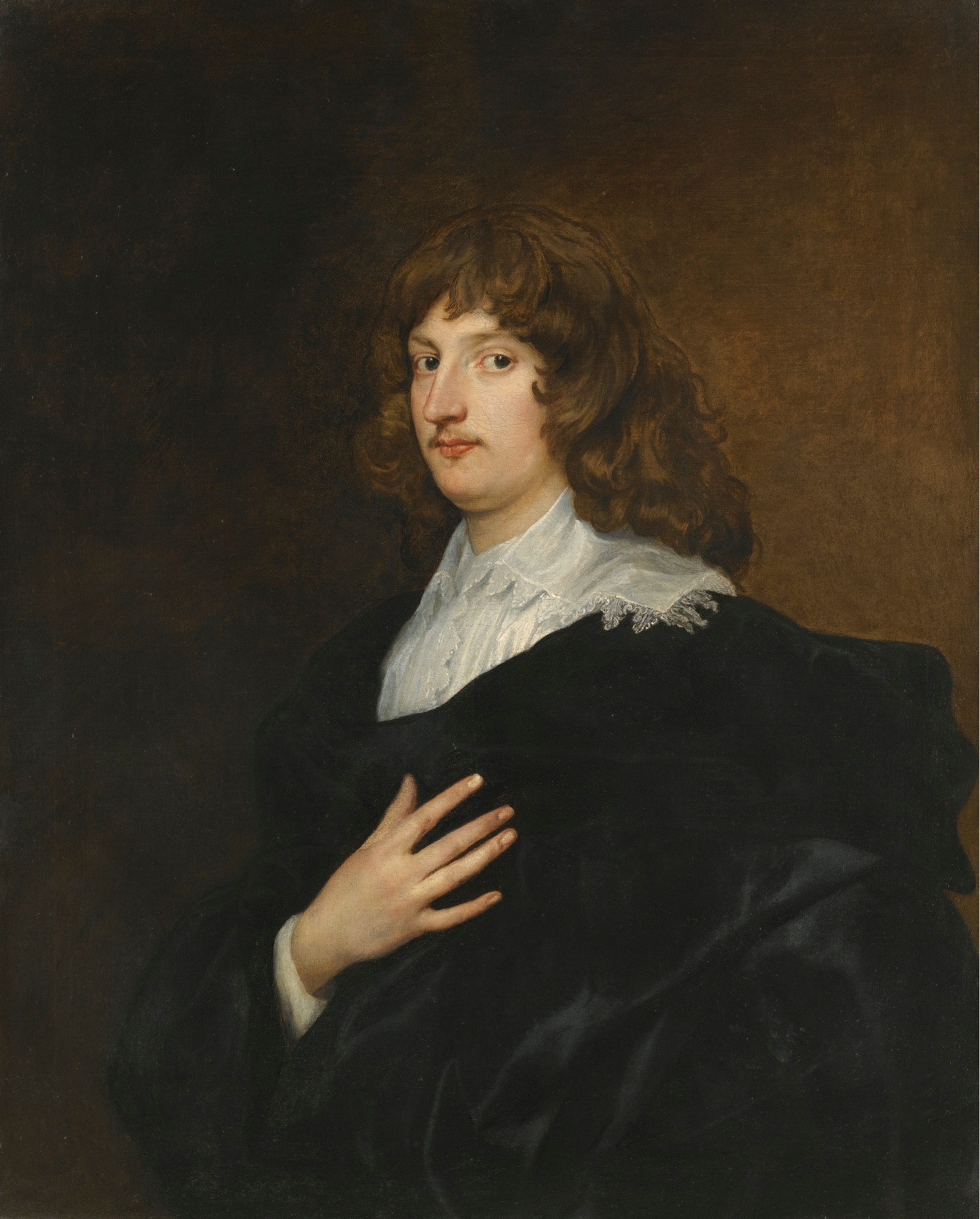
Il conte di Bedford comandò l'esercito parlamentare a Sherborne ed a Yeovil.

L'esercito parlamentare, composto da 3500-7000 uomini, comandato da William Russell, V conte di Bedford, assediò Sherborne il 2 settembre 1642. Il primo giorno, i Realisti ebbero la meglio, ma non furono in grado di impedire ai parlamentaristi di bombardare castello e villaggio. Hopton guidò i suoi dragoni in piccoli raids sull'accampamento del nemico, ogni notte, con l'intento di sfiancarlo. L'esercito parlamentarista, senza esperienza e con numerose diserzioni, si trovava comunque in difficoltà per quanto l'esercito nemico si attestasse tra le 1200 e le 1500 unità, e per questo si ritirò a Yeovil.

## Preludio
Il giorno prima dello scontro, Hertford inviò Hopton con 350 uomini e 150 cavalieri oltre a 200 fanti a ispezionare i movimenti del nemico presso Yeovil. Avvicinandosi alla città, Hopton si stabilì coi suoi presso Babylon Hill, un'altura posta in posizione dominante rispetto al villaggio. Hopton dispose quindi i moschettieri e i dragoni a sua disposizione sul punto più alto della collina. Bedford aveva disposto una guardia composta da fanteria e da artiglieria presso lo Yeovil Bridge, costruito sul corso del fiume Yeo.

## La battaglia
Sul far della sera, Hopton si consltò coi suoi ufficiali e decise di ritirarsi verso Sherborne per la notte, e alle 18:00, un'ora prima del calar del sole, iniziò l'operazione di ritiro della fanteria coi dragoni a coprire la retroguardia. Prima che tutta la fanteria avesse lasciato Babylon Hill, un ufficiale realista, il colonnello Lawdy, individuò un gruppo di nemici che si avvicinavano segretamente attraverso i sentieri che Hopton aveva difeso, i parlamentaristi tagliarono attraverso i campi, evitando così le imboscate di Hopton. Secondo il resoconto parlamentarista della battaglia, i Realisti avevano "sei moschettieri su ogni lato, ma ci mancarono tutte le volte." Nelle sue memorie di guerra, Hopton disse di avere venti moschettieri di guardia al sentieri di destra, e tutti i dragoni nascosti nei pressi del sentiero di sinistra.

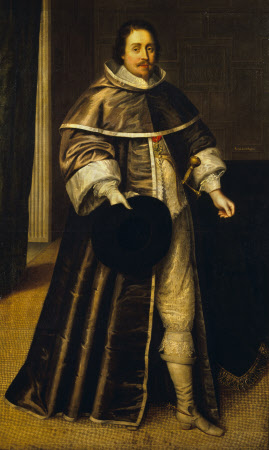
Sir Ralph Hopton guidò le forze realiste a Babylon Hill.

Hopton richiamò la fanteria e portò la cavalleria in formazione di battaglia per scontrarsi con le truppe parlamentariste. Lo storico Richard Brooks descrive il combattimento svoltosi più come "una confusione anziché uno scontro." Hopton inviò due gruppi delle sue truppe a caricare i parlamentaristi che si avvicinavano, il primo guidato dal capitano Edward Stowell, ed il secondo da capitano Henry Moreton. Secondo Hopton, Stowell riuscì a frenare l'avanzata nemica, ma la sua cavalleria senza esperienza venne superata dalle forze opposte e la loro fuga causò panico e scoraggiamento tra le truppe di Moreton. Secondo il resoconto parlamentarista della battaglia il primo gruppo di cavalieri che raggiunse i realisti era comandato dal capitano Aiscogh. Quando anche il gruppo del capitano Tomson raggiunse lo scontro il tutto divenne ancora più caotico, al punto che "in breve tempo si ebbe una gran confusione da ambo le parti".
Nel contempo, un altro gruppo di Parlamentaristi riuscì a salire la collina e a raggiungere le forze di Hopton il quale incolpò sir Thomas Lunsford, comandante della fanteria, "di essersi dimenticati di porre in posizione i moschettieri [a difesa]." In totale, i parlamentaristi disponevano di circa 350 uomini, come i loro avversari. In una lettera scritta dal noto realista sir Edward Nicholas, descrisse come avvenne lo scontro guidato dal capitano dei parlamentaristi, figlio di William Balfour, il quale "cavalcò da solo brandendo la sua spada, come se dovese combattere un sol uomo". John Stowell si pose alla testa dei suoi uomini, e dopo che Balfour ebbe sparato un copo con la sua pistola mancandolo, Stowell lo ripagò con la stessa moneta ma in maniera più accurata, colpendolo in pieno petto e finendolo poi con la sua spada. Secondo il resoconto dei realisti, ad ogni modo, Balfour venne ucciso in battaglia, ma il dispaccio ufficiale dei Parlamentaristi non ne fece menzione. Nel suo racconto della battaglia, lo storico Robert Morris suggerisce che Balfour venne solo ferito e che venne in realtà coinvolto in altri scontri nel corso dell'anno. Nella confusione, ad ogni modo, Hopton scelse di ritirare nuovamente la sua fanteria col favore delle tenebre, battendo in buona ritirata col resto dei suoi uomini.
I Realisti si aprirono la loro strada verso la collina uccidendo alcuni soldati nemici rimasti in loco, ma la maggior parte di questi vennero presi prigionieri e vennero riportati a Sherborne. È difficile oggi stabilire quali furono le perdite per ciascuna parte; la propaganda realista disse che i morti tra i parlamentaristi furono tra i 100 ed i 140 e che per loro le perdite ammontarono a 16 uomini. Per contro, i parlamentaristi riportarono solo tre morti e 60 nemici uccisi. Nella sua storia del Somerset durante la guerra civile, David Underdown riporta che i parlamentaristi persero cinque soldati e i realisti circa vendi. Un altro storico, Tim Goodwin ha fornito stime più elevate, riportando 15-16 morti per i parlamentaristi e 50-60 per i realisti. Tra le perdite dei realisti vi erano certamente almeno due ufficiali di fanteria, il tenente Hall ed il capitano Hussey.

## Conseguenze
Come descritto da Hopton, il conte di Bedford si ritirò col suo esercito da Yeovil a Dorchester. Le forze realiste rimasero a Sherborne per quasi due settimane dopo la battaglia, prima di venire a conoscenza del fatto che la città di Portsmouth era stata catturata dai parlamentaristi. Hertford, contro il parere di Hopton, decise di ritirarsi a Minehead da dove poté fuggire via nave verso il Galles. I realisti subirono diverse diserzioni nel corso di una lunga marcia attraverso un territorio favorevole in gran parte al parlamento inglese. A Minehead, erano presenti solo due navi e pertanto Hertford salpò con la fanteria e l'artiglieria alla volta del Galles, mentre Hopton e altri 160 cavalieri fuggirono a nord, in Cornovaglia.
Entrambi gli eserciti reclamarono la vittoria per la loro parte nei rispettivi pamphlet di propaganda di guerra; i parlamentaristi pubblicarono uno scritto dal titolo Happy newes from Sherborn del quale si riportava "Dio ha infuso nei cavaliers uno spirito di terrore, al punto che fuggirono come topi in ogni dove." Per contro, Hopton disse che dopo lo scontro "il nemico era così mal ridotto che la [loro] marcia non ebbe altri ostacoli [...]". Lo scontro alla fine risultò in pratica una vittoria delle forze parlamentariste che misero a nudo le debolezze della cavalleria realista.